# Berounka (arie protejată)
Berounka este o arie protejată (arie specială de conservare — SAC, sit de importanță comunitară — SCI) din Republica Cehă întinsă pe o suprafață de 140,34 ha, integral pe uscat.

## Localizare
Centrul sitului Berounka este situat la coordonatele 49°55′51″N 13°35′53″E / 49.930833°N 13.598056°E.

## Înființare
Situl Berounka a fost declarat sit de importanță comunitară în aprilie 2005 pentru a proteja 1 specie de animale. Situl a fost protejat și ca arie specială de conservare în aprilie 2017.

## Biodiversitate
Situată în ecoregiunea continentală, aria protejată conține 1 habitat natural: Cursuri de apă de la nivel de câmpie la nivel montan, cu vegetație Ranunculion fluitantis și Callitricho-Batrachion.
La baza desemnării sitului se află o specie protejată de  pești: avat (Aspius aspius).